# 叶夫根尼·穆罗夫
叶夫根尼·阿列克谢耶维奇·穆罗夫（俄语：Евгений Алексеевич Муров，羅馬化：Yevgeniy Alekseyevich Murov，1945年11月18日—），男，莫斯科州人，俄罗斯联邦陆军大将。曾任联邦警卫局局长。

## 生平
1945年生于莫斯科州兹韦尼哥罗德。早年毕业于列宁格勒印刷工业技术学院和克格勃红旗学院。1971年进入苏联国家安全委员会工作。1974年调入第一总局（外国情报局）工作，有近三年半的时间常驻东南亚。1992年开始在俄罗斯联邦安全局圣彼得堡市局的下属部门工作。1997年升任联邦安全局圣彼得堡市局局长和列宁格勒州分局副局长。1998年调至联邦安全局莫斯科总部工作，任经济侦察局第一副局长。2000年5月任俄罗斯联邦警卫局局长。2004年获授大将军衔。2010年退役。2016年5月卸任联邦警卫局局长职务，并开始担任俄罗斯海外石油公司董事长。

## 社会兼职
- 俄罗斯拳击联合会主席（2007年－2009年）[3]

## 荣誉
- 二级祖国功勋勋章（2006年）
- 三级祖国功勋勋章
- 四级祖国功勋勋章（2003年）
- 二级祖国功勋奖章（1998年）